# Liste von Gefallenen des russischen Überfalls auf die Ukraine seit 2022
Der russische Überfall auf die Ukraine hat auf Seiten aller Kriegsparteien zahlreiche Kriegstote gefordert. Untenstehende Liste führt einige der prominenteren Kriegstoten auf, erhebt aber aufgrund der schieren Masse der Gefallenen keinen Anspruch auf Vollständigkeit.

## Tote des ukrainischen Militärs
| Name                      | Dienststellung                                                                     | Todesort, ggf. Schlacht des Todes     | Geburtsdatum      | Sterbedatum        |
| ------------------------- | ---------------------------------------------------------------------------------- | ------------------------------------- | ----------------- | ------------------ |
| Witalij Skakun            | Pionier des 137. Selbstständigen Marineinfanteriebataillons                        | Henichesk-Brücke, Schlacht um Cherson | 19. August 1996   | 24. Februar 2022   |
| Inna Derussowa            | Sanitätsunteroffizierin                                                            | Schlacht um Ochtyrka                  | 5. Juli 1970      | 26. Februar 2022   |
| Pawlo Li                  | Freiwilliger der Territorialverteidigung der Ukraine                               | Irpin                                 | 10. Juli 1988     | 6. März 2022       |
| Kateryna Stupnyzka        | Sanitätsunteroffizierin der 14. MechBrigade                                        | Schlacht um Makariw                   | 11. April 1996    | 8. März 2022       |
| Roman Ratuschnyj          | Aufklärer 2. MotSchützenBaon/93. Selbständige mechanisierte Brigade                | Schlacht um Isjum                     | 5. Juli 1997      | 9. Juni 2022       |
| Oleksandr Schapowal       | Soldat der 112. Brigade der Territorialverteidigung                                | nahe Horliwka                         | 9. Februar 1975   | 12. September 2022 |
| Artem Kotenko             | Brigadegeneral, Stlv. Kommandeur der Luftsturmtruppen der Streitkräfte der Ukraine | bei Zhytomyr, Landmine                | 22. November 1982 | 4. November 2022   |
| Dmytro Kozjubajlo         | Leutnant des 1. Selbstständigen Sturmbaons „Da Vinci“                              | Schlacht um Bachmut                   | 1. November 1995  | 7. März 2023       |
| Oleh Barna                | Soldat der 68. Jägerbrigade                                                        | Schlacht um Wuhledar                  | 18. April 1967    | 17. April 2023     |
| Maksym Krywzow            | Unterserschant                                                                     | Oblast Charkiw                        | 22. Januar 1990   | 7. Januar 2024     |
| Ildar Ildussowitsch Dadin | Soldat des Sibirischen Bataillons                                                  | Oblast Charkiw                        | 14. April 1982    | 5. Oktober 2024    |

## Tote des russischen Militärs
| Name                               | Dienststellung                                                                    | Todesort, ggf. Schlacht des Todes          | Geburtsdatum       | Sterbedatum       |
| ---------------------------------- | --------------------------------------------------------------------------------- | ------------------------------------------ | ------------------ | ----------------- |
| Andrei Alexandrowitsch Suchowezki  | Generalmajor, Stlv. Kommandeur der 41. Armee                                      | Belagerung von Mariupol                    | 25. Juni 1974      | 28. Februar 2022  |
| Wladimir Petrowitsch Frolow        | Generalmajor, Stlv. Kommandeur der 8. Gardearmee                                  | Belagerung von Mariupol                    | 26. Februar 1967   | 10. März 2022     |
| Andrei Nikolajewitsch Pali         | Kapitän I. Klasse, Stlv. Kommandeur der Schwarzmeerflotte                         | Belagerung von Mariupol                    | 13. Februar 1971   | 19. März 2022     |
| Kanamat Chussejewitsch Botaschew   | Generalmajor (im Ruhestand), evtl. Teil der Gruppe Wagner                         | bei Popasna, nach Flugunfall               | 20. Mai 1959       | 22. Mai 2022      |
| Roman Kutusow                      | Generalleutnant (posthum), Kommandeur des 1. Armeekorps der Volksmiliz von Donezk | bei Mykolajiwka, Luhansk Oblast            | 16. Februar 1969   | 5. Juni 2022      |
| Sergei Wladimirowitsch Gorjatschew | Generalmajor, Chef des Stabes der 35. Armee                                       | Ukrainische Gegenoffensive 2023            | 22. Oktober 1970   | 12. Juni 2023     |
| Oleg Jurjewitsch Zokow             | Generalleutnant, Kommandeur der 144. Motorisierten Schützen-Division              | Ukrainische Gegenoffensive 2023            | 23. September 1971 | 11. Juli 2023     |
| Wladimir Sawadski                  | Generalmajor, Stlv. Kommandeur des 14. Armeekorps                                 | Ukraine, Landmine                          | 11. Januar 1978    | 28. November 2023 |
| Pawel Klimenko                     | Generalmajor, Kommandeur der 5. Motorisierten Schützen-Brigade                    | bei Krasnohoriwka, Kamikazedrohne          | 29. Juni 1977      | 6. November 2024  |
| Igor Anatoljewitsch Kirillow       | Generalleutnant, Kommandeur der ABC-Abwehrtruppen Russlands                       | Moskau, Sprengstoffanschlag                | 13. Juli 1970      | 17. Dezember 2024 |
| Konstantin Smeshko                 | Generalmajor, Stlv. Kommandeur der Pioniertruppen Russlands                       | Raketenangriff                             | 28. Dezember 1962  | Dezember 2024     |
| Jaroslaw Jaroslawowitsch Moskalik  | Generalleutnant, Stlv. Leiter der Hauptverwaltung Operativ des Generalstabes      | Balaschicha, Russland, Sprengstoffanschlag | 22. August 1966    | 25. April 2025    |